# 록맨 X5
《록맨 X5》(Mega Man X5)는 캡콤이 만든 액션게임 록맨 X의 5번째 작품이다.

## 시스템
전작과 마찬가지로 엑스, 제로 모두 정식 플레이 가능하며, 서브탱크 또한 E탱크 2개 W탱크 1개.

## 록맨 X5의 8 보스 일람
크리센트 그레즐리(Crescent Grizzly)/그리즐리 슬래쉬(Grizzly Slash) 이명은 '폭주 아이언클로(暴走アイアンクロー)'
곰 형태의 레프리로이드. 약점은 스파이크 로즈레드의
무기
- X:크레센트 샷(Crescent Shot) - 3방향 랜덤으로 초승달 모양의 샷을 발사. 차지 시 엑스를 둘러싸는 날카로운 기를 생성하며, 방어능력도 있다.
- Z:초승달베기(三日月斬) - 점프한 상태에서 회전모션으로 세이버로 공격. 더블점프가 가능하다.

다크 네크로버트(Dark Necrobat)/다크 디지(Dark Dizzy) 박쥐 형태의 레프리로이드
무기
- X:다크 홀드(Dark Hold) - 적의 움직임을 멈추게 할 수 있다. 차지기술은 없지만, 공중에서는 어디서는 사용 가능.
- Z:다크 홀드(Dark Hold) - 적의 움직임을 멈추게 할 수 있다. 제로 한정으로만 공중에서 사용 불가능하지만, 오직 지면에 닿아 있을 때만 사용 가능.

볼트 크라켄(Volt Kraken)/스퀴드 애들러(Squid Adler) 이명은 '초전자의 함정(超電磁の罠)'
오징어/크라켄 형태의 레프리로이드. 약점은 타이달 멕코인의 젤 세이버(X), 비수상(Z)으로 맞으면 몸이 마비가 된다.
무기
- X:트라이 썬더(Tri-Thunder) - 상, 하, 전 3방향으로 동시에 전기를 발사. 벽에 닿으면 구(球)형으로 변한다. 차지 시 임의의 지점에서 수직방향으로 전기로 공격한다.
- Z:전인(電刃) - 전기가 흐르는 세이버로 위쪽으로 공격한다.

샤이닝 호타루닉스(Shining Hotarunicus)/이지 글로(Izzy Glow)
약점은 볼트 크라켄의 트라이 썬더와 전인으로 맞으면 몸이 감전되어 아래로 떨어진다.
무기
- X:윌 레이저(Will Laser) - 반딧불이 모양의 메카를 발사. 메카는 상하전후 조종이 가능하다. 차지 시 앞쪽으로 레이저를 발사한다.
- Z:멸섬광(滅閃光) - 제로 주변으로 에너지 탄을 발사. 포위되었을 때 쓰기 좋다.

타이들 멕코인(Tidal Makkoeen)/더프 멕월렌(Duff McWhalen) 이명은 '대해의 수호신(大海の守護神)'
향유고래 형태의 레프리로이드로 이름의 유래는 향유고래를 뜻하는 일본어 茉香鯨(まっこうくじら)에서 나왔다. 스테이지마다 거대한 잠수함과 싸우는 데 머리, 꼬리, 몸통 순이다. 약점은 크리센트 샷(X), 초승달베기(Z)에 맞으면 온 몸에 금이 가고 얼어붙는다.
무기
- X:젤 세이버(Gel Shaver) - 땅 위를 이동하는 푸른색 샷을 발사. 차지 시 양쪽으로 총 8개의 얼음덩어리를 생성한다.
- Z:비수상(飛水翔) - 에어대쉬로 몸통공격. 공격중에는 무적이며, 3방향 비행이 가능하다.

스파이럴 페가시온(Spiral Pegasion)/더 스카이버(The Skiver)
무기
- X:윙 스파이럴(Wing Spiral) - 위쪽 방향으로 회오리로 공격. 차지 시 앞쪽으로 회오리를 날리며, 회오리는 이동하면서 크기가 커진다.
- Z:질풍(疾風) - 대쉬하며 순간적으로 그림자를 생성하여 공격한다.

스파이크 로즈레드(Spike Rosered)/액슬 더 레드(Axle the Red) 이명은 '진홍의 환술(真紅の幻術)'
장미 형태의 레프리로이드. 스테이지 거의 마지막에서 가이아 아머 풋 파츠 획득 가능. 보스의 약점은 그랜드 파이어(X), 단지염(Z)으로 맞추면 불꽃을 무서워하는 식물처럼 몸이 붉게 달아오른다.
무기
- X:스파이크 로프(Spike Rope) - 스파이크가 박힌 녹색 구체로 공격. 공격범위는 좁지만 벽을 관통할 수 있다. 차지 시 벽에 바운드되는 보라색을 띄는 구체를 발사한다.
- Z:쌍환몽(双幻夢) - 제로의 앞쪽에 분신을 만들어 더블공격한다.

번 디노렉스(Burn Dinorex)/매트렉스(Mattrex) 이명은 '쥬라기 지옥(ジュラシックインフェルノ)'
티라노사우루스 형태의 레프리로이드. 스파이럴 페가시온과 같은 레플리포스 출신으로, 방제 임무를 주로 수행하는 부대 소속이었다. 스테이지 2구역에서는 두 갈래 길이 있는데 윗길로 가면 중간보스인 프테라노돈 형태의 메카 프테라노이드가 출현 약점은 젤 세이버로 약점 반응은 없지만 데미지를 많이 줄 수 있어 쉽게 클리어. 아랫길은 라이드아머를 타고 용암바다 속으로 들어간다. 보스룸 직전의 밑에 캡슐에서 가이아 아머 암 파츠 획득 가능. 보스의 약점은 윙 스파이럴(X), 질풍(Z)으로 맞으면 바람에 휩싸여 몸이 떠오른다.
무기
- X:그라운드 파이어(Ground Fire) - 바닥으로 불덩어리를 발사. 바닥이나 벽에 닿으면 사방에 불똥이 튄다. 차지 시 양손에서 길게 뿜어나오는 불덩어리를 발사한다.
- Z:단지염(断地炎) - 점프한 상태에서 아래쪽으로 불꽃 세이버로 공격. 바닥에 닿으면 사방에 불똥이 튄다.

## 평가
| 평가 |         |
| --- | ------- |
| 통합 점수 통합사 점수 메타크리틱 76/100 [ 6 ] 평론 점수 평론사 점수 EGM 6.83/10 [ 7 ] 유로게이머 5/10 [ 8 ] 패미츠 27/40 [ 9 ] 게임 레볼루션 B [ 10 ] 게임프로 [ 11 ] 게임스팟 7.1/10 [ 12 ] IGN 8.5/10 [ 13 ] OPM (US) [ 14 ] PSM 2/10 [ 15 ] |         |
| 통합 점수 |         |
| 통합사 | 점수    |
| 메타크리틱 | 76/100  |
| 평론 점수 |         |
| 평론사 | 점수    |
| EGM | 6.83/10 |
| 유로게이머 | 5/10    |
| 패미츠 | 27/40   |
| 게임 레볼루션 | B       |
| 게임프로 | [ 11 ]  |
| 게임스팟 | 7.1/10  |
| IGN | 8.5/10  |
| OPM (US) | [ 14 ]  |
| PSM | 2/10    |